# Фучеккьо
Фучеккьо (итал. Fucecchio) — коммуна в Италии, располагается в области Тоскана, подчиняется административному центру Флоренция.
Население коммуны, на 01.01.2024 года, составляет 22 808 человек, плотность населения — 350,45 чел./км². Занимает площадь 65 км².  
Почтовый индекс — 50054. Телефонный код — 0571. 
Покровителем коммуны почитается святой Кандид Фивейский, празднование 3 октября. 
В коммуне родился известный бегун Алессандро Ламбрускини.

## Демография
Динамика населения:
По данным Национального института статистики, иностранцев, проживавших в Фучеккьо, на 1 января 2023 года, насчитывалось 3879 человек, что составило 17,0% постоянного населения.

## Администрация коммуны
- Официальный сайт: http://www.comune.fucecchio.fi.it/